# Peón (hijo de Endimión)
En la mitología griega Peón (en griego antiguo: Παίων, romanizado: Paíon) era el héroe epónimo de Peonia.
Según Pausanias, Endimión tomó por esposa a Asterodia; otros autores afirman que a Cromia, la hija de Itono, hijo de Anfictión y otros a Hiperipe, hija de Árcade. Dicen que tuvo a Peón, Epeo y Etolo, y además una hija, Eurícida. Endimión estableció para sus hijos en Olimpia un concurso de carreras para obtener el reino, venció y obtuvo el reino Epeo. Por primera vez, sus súbditos recibieron el nombre de epeos.
De sus hermanos dicen que Etolo se quedó allí, pero Peón, disgustado por la derrota, se marchó lo más lejos que pudo. Así la región de más allá del río Axio fue llamada Peonia por él. El río Axio es el principal río de Macedonia.
A Peón se le atribuye al menos una hija, Fanosira, que se desposó con Minias.
En otras fuentes Peón es descrito como hijo de Ares y padre de Bistón, el epónimo de Bistonia.